# Simon-Antoine Pacoret de Saint-Bon
Pour les articles homonymes, voir Pacoret et Saint-Bon (homonymie).
Simon-Antoine Pacoret de Saint-Bon (en italien Simone Pacoret de Saint-Bon), né le 20 mars 1828 à Chambéry et mort le 26 novembre 1892 à Rome, est un amiral et homme politique italien d'origine savoyarde, qui fut ministre de la marine italienne.

## Biographie

### Famille
Simon-Antoine François Marie Benoît Pacoret de Saint-Bon naît le 20 mars 1828 dans la ville de Chambéry,,, (duché de Savoie), qui fait partie du royaume de Sardaigne. Il est le fils du chevalier Charles-François Pacoret de Saint-Bon (1759-1841), coseigneur de Veigy, et de demoiselle Louise-Françoise de Grailly, de Veigy,. Son père, magistrat, substitut de l'avocat fiscal à Chambéry, mis en prison en 1793 par les révolutionnaires français, qui deviendra sénateur, puis président du Sénat de Savoie, en 1828, et chevalier de l'ordre de Saints-Maurice-et-Lazare. Son oncle, Charles-François Pacoret, sera anobli par le roi de Sardaigne en 1781.
La famille Pacoret de Saint-Bon est originaire de la ville de Chambéry à qui elle a fourni plusieurs syndics. Elle avait des possessions depuis le XVe siècle à La Motte-Servolex. Elle est anoblie par Lettres patentes du 4 août 1781, données par Victor-Amédée III de Sardaigne à Jean-François Pacoret (1752-...), fait comte de Saint-Bon, oncle de l'amiral, ancêtre de tous les descendants actuels de cette famille savoyarde, devenue française en 1860. Il était capitaine au régiment de dragons de Maurienne en 1791 et fut nommé major le 9 mars 1791 "per lo zelo con cui si fece distinguere a fronte del enemico" (Arch. Familiales). Il épouse en 1791 Madeleine de La Fléchère, qui sera mise en prison par les révolutionnaires français en 1793. Elle lui donne six enfants.

### Vie privée
Il épouse, en premières noces, Zobéide-Victoire-Caroline Gianelli, dont il aura un fils mort jeune du Choléra en même temps que sa mère, et en secondes noces, Philippine-Marie-Claire-Bonne de Savardin (sans postérité).

### Carrière militaire
Simon-Antoine Pacoret de Saint-Bon entre à l'âge de 14 ans à l'École de marine de Gênes, en avril 1842.
Issu du Risorgimento, il s'est illustré en Italie en tant que ministre de la Marine et comme fondateur de la flotte moderne de la Marine italienne. Il fait partie de la branche cadette de la famille Pacoret de Saint-Bon devenue italienne, alors que la branche aînée avait opté en 1860 pour la nationalité française.
En 1848, Simon-Antoine Pacoret de Saint-Bon est officier de marine dans l'armée du roi Charles-Albert de Savoie, roi de Sardaigne et de son fils, Victor-Emmanuel II de Savoie, roi de Sardaigne, puis roi d'Italie. À la fondation du royaume d'Italie en 1861, il opte pour son rattachement à l'armée italienne.
De très bonne heure,  le jeune Simon témoigne d'un goût particulier pour la Marine : il entre à l'école navale de Gênes le 1er avril 1842, et en sortira 5 ans plus tard avec le grade de garde-marine de 1re classe. À l'École royale de Marine, il a comme camarade de promotion un jeune chambérien issu de la noblesse savoisienne, Victor Arminjon (1830-1897), qui est s'est engagé encore plus jeune, à l'âge de 12 ans, ainsi que le futur vice-amiral Ernest Martin-Franklin
Simon Pacoret de Saint-Bon finira sa carrière en Italie avec le grade de contre-amiral.
Il prend part à la guerre de 1848 contre les Autrichiens, à bord du brigantin Daino dans la mer Adriatique, devant Venise dont les Autrichiens étaient les maîtres. Sous le feu des batteries ennemies, le jeune garde-marine récupère courageusement des équipements du brigantin détruit par l'ennemi.
Promu lieutenant de vaisseau (Tenente di vascello), il participe à la guerre de Crimée. Puis comme capitaine de corvette (capitano di corvetta), il fait la campagne d'Italie. Nommé capitaine de frégate (Capitano di fregata) le 6 janvier 1861, il prend le commandement de la canonnière Confienza et se couvre de gloire au siège de Gaète en 1861. Par sa conduite, il mérite la croix d'officier de l'ordre militaire de Savoie qui lui est décernée le 19 mai 1861.
En 1862, il est mis à la tête de l'École royale de la Marine à Naples. Il la transférera ultérieurement à Livourne. Il réforme en profondeur les méthodes de formation des futurs officiers de la Marine italienne et développe la théorie de la transformation des vieilles unités par des cuirassés puissants et aptes au combat contre les forces navales ennemies. Il publie un ouvrage sous le titre Pensieri sulla Marina militare, où il confirme la préconisation de la construction de cuirassés modernes en lieu et place des antiques vaisseaux de ligne. Il indique ainsi la voie du progrès qui conditionne l'avenir de la Flotte Italienne.
Depuis 1865, le besoin de la nation nouvellement unifiée de disposer de nouvelles bases navales et d'arsenaux militaires a encouragé le sénateur Cataldo Nitti de Tarente à proposer Tarente comme site approprié à des fins défensives. La commission nationale spécifiquement formée donne son accord à la proposition, charge Pacoret de Saint-Bon d'établir un plan des travaux à réaliser: l'officier conçoit un imposant arsenal (Arsenal militaire maritime de Tarente ou en italien : Arsenale militare marittimo di Taranto) avec deux casernes, un hôpital, sept cales sèches et sept cales de halage, projet qui ne sera jamais réalisé en raison de son coût trop élevé.
En 1866, l'escadre italienne aux ordres de l'amiral Carlo Pellion di Persano prend pour objectif les batteries autrichiennes de l'île de Lissa. Le capitaine de frégate Pacoret de Saint-Bon, commandant le cuirassé "Formidabile", armé de 20 canons et comportant un équipage de 356 hommes, attaque Porto San Giorgio les 18 et 19 juillet 1866. Il détruit avec audace les défenses autrichiennes, mais doit se replier sur Ancone après avoir essuyé de violents tirs d'artillerie qui détruisent partiellement son navire, hors de combat. Il ne participe donc pas à la désastreuse Bataille de Lissa (1866) qui a lieu le lendemain , 20 juillet 1866. Pour son action d'éclat, il reçoit la médaille d'or de la Valeur Militaire par décret royal du 15 août 1867. Sa conduite héroïque a fait écrire par les historiens que « ce capitaine de frégate a sauvé l'honneur de l'armée italienne par son intrépidité ».
Le 4 juillet 1873, Simon Pacoret de Saint-Bon est nommé contre-amiral. Il devient ministre de la Marine le 10 juillet suivant. Il réussit à rénover la marine italienne en restaurant l'esprit militaire et en modernisant la flotte. À son initiative, les chantiers navals mettent au point des bateaux de guerre capables de rivaliser avec les meilleures marines, et notamment avec celle d'Angleterre. L'armée et la nation avaient une grande confiance en ses capacités et il était très apprécié pour ses qualités.

### Carrière politique
Devenu ministre de la marine italienne, il est considéré comme le rénovateur de la flotte.
En 1881, l'amiral Pacoret de Saint-Bon écrit un deuxième ouvrage à l'appui de la docrine de modernisation de la flotte italienne préconisée par l'ingénieur maritime Benedetto Brin (1833-1898) : La questionne delle navi, chez Loescher, Turin, 1881. Les deux premiers bâtiments de combat correspondants sont autorisés par la loi de Finances de 1883. Il s'agit de l'Umberto et du Sicilia qui seront suivis en 1885 par le Sardegna. Il est encouragé dans cette voie par Garibaldi lui-même.
À partir de 1884, entre deux phases de ministère, il est élu député de Pouzzoles, Venise, La Spezia et de Castelfranco Veneto. Puis, il est nommé aide de camp du roi Humbert Ier de Savoie. Il devient sénateur d'Italie et enfin président du Conseil Supérieur de la Marine. Il est grand-croix de l'ordre des Saints-Maurice-et-Lazare.
En février 1891, il reprend les rênes du ministère de la Marine où il est mort en fonction à l'âge de 64 ans. Certains commentateurs de son époque l'ont surnommé le Pietro Micca savoyard[réf. nécessaire] ou encore le Bayard de l'armée italienne.

### Mort et hommages

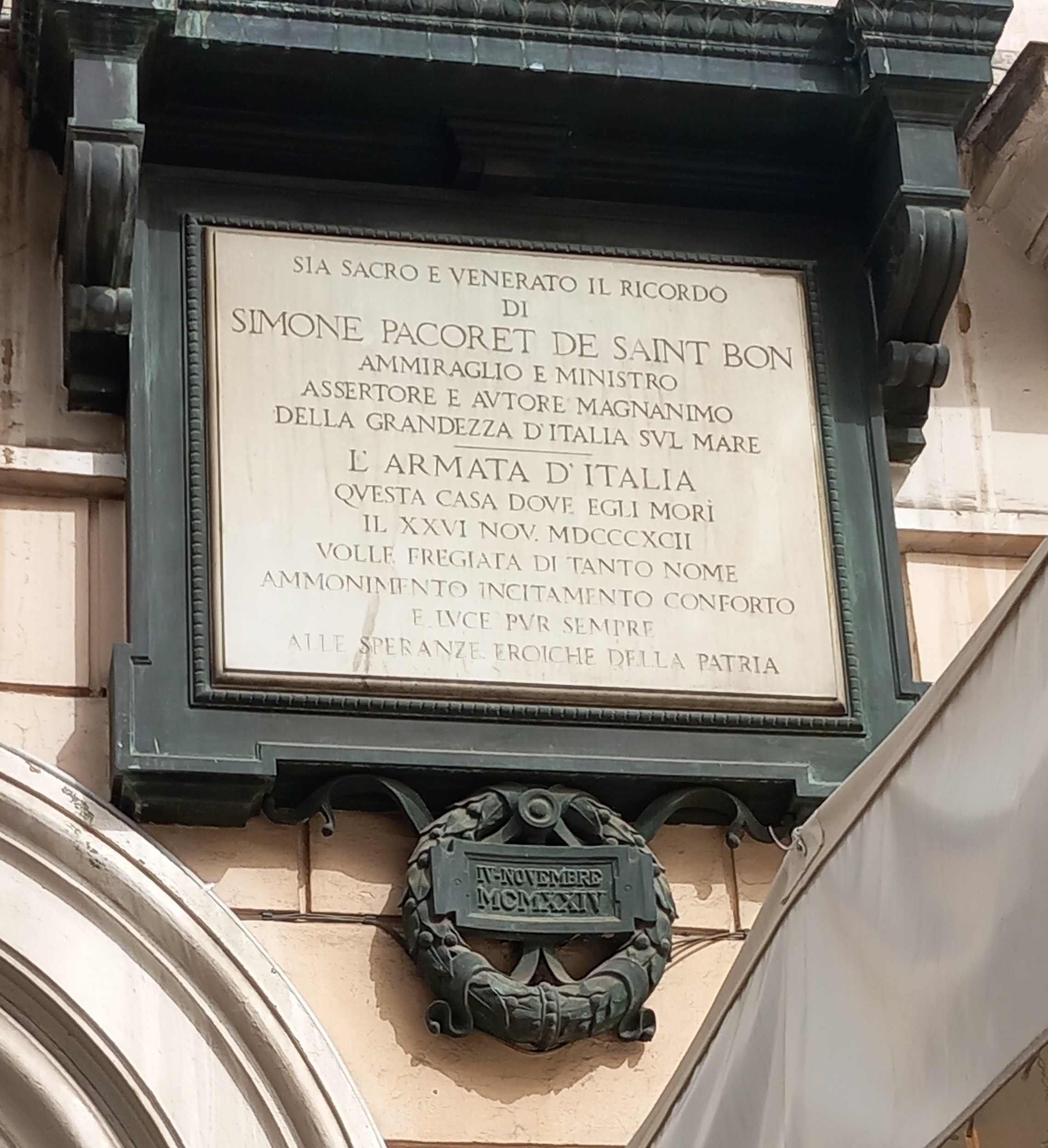
Plaque commémorative à Rome

À la fin de sa vie, l'amiral Pacoret de Saint-Bon est décoré de la grand-croix de la Légion d'Honneur décernée par les Alliés français. Sa mort survenue le 26 novembre 1892 fut un deuil pour l'Italie entière.
L'amiral Pacoret de Saint-Bon eut des funérailles nationales à Rome. La Marine italienne a élevé en son honneur un mausolée de marbre au cimetière de Rome.
Le 27 novembre 1892, M. Giovanni Giolitti, président du Conseil, déclare devant le Parlement: «  C'est une des grandes figures du Risorgimento qui descend dans la tombe. Il fut le premier auteur de la résurrection de la Marine Italienne et son nom sera certainement conservé dans la mémoire des Italiens aussi longtemps que durera dans leur cœur la reconnaissance envers ceux qui lui ont donné une patrie ».
Dans son discours funèbre, l'écrivain de la marine italienne et député Carlo Randaccio déclara : « Simon de Saint-Bon appartint par la naissance et le caractère à cette forte et très noble race savoyarde qui a largement versé son sang pour la cause de l'indépendance italienne et qui fut à l'armée piémontaise un constant exemple de vertus militaires ».

## Armoiries
La famille Pacoret de Saint-Bon porte : d'azur au lion d'argent au chef du second, chargé de trois étoiles de gueules en fasce.

## Distinctions honorifiques
- Grand-croix de l'ordre des Saints-Maurice-et-Lazare
- Grand-croix de l'ordre de la Couronne d'Italie
- Officier de l'ordre militaire de Savoie – 19 mai 1861
- Médaille d'or de la valeur militaire – « Pour sa conduite intrépide à Lissa en 1866, au commandement du cuirassé "Formidabile" » – 11 août 1867
- Médaille commémorative des campagnes des Guerres d'Indépendance (6 barrettes)
- Médaille commémorative de l'Unité italienne

## Château de Saint-Bon
L'amiral Pacoret de Saint-Bon était propriétaire en Savoie d'une maison bourgeoise, construite vers 1880, située à Villard-Léger, connue sous le nom de château de Saint-Bon. Très attaché à la Savoie, il venait chaque année y passer quelques vacances.